# Folding@home
Folding@home (også kendt som F@H eller FAH) er et projekt der går ud på man distribuerer en del af sine processorer til at beregne hvordan et protein folder sig. Når man ved hvordan et protein folder sig kan det hjælpe til at heldbrede mange sygdomme f.eks. Alzheimers og kræft. Måden det fungerer på er at man installerer et lille program som bruger det af ens CPU man ikke selv bruger. Programmet kan både køre på Windows, Mac, Linux, PlayStation 3 og Android.